# Wujaszek Buck
Wujaszek Buck – amerykańska komedia familijna z 1989 roku w reżyserii Johna Hughesa z Johnem Candym w roli głównej.

## Główne role
- John Candy - Buck Russell
- Jean Louisa Kelly - Tia Russell
- Gaby Hoffmann - Maizy Russell
- Macaulay Culkin - Miles Russell
- Amy Madigan - Chanice Kobolowski
- Elaine Bromka - Cindy Russell
- Garrett M. Brown - Bob Russell
- Laurie Metcalf - Marcie Dahlgren-Frost
- Jay Underwood - Bug
- Brian Tarantina - E. Roger Coswell

## Fabuła
Bob Russell, jego żona Cindy oraz trójka ich dzieci: Tia, Miles i Maizy przenoszą się z Indianapolis na przedmieścia Chicago. Ich najstarsza córka Tia nie jest jednak zadowolona z przeprowadzki i ma o to pretensje do rodziców. Pewnej nocy Cindy i Bob otrzymują telefon z Indianapolis z informacją, że ojciec Cindy doznał ataku serca. Postanawiają natychmiast do niego jechać, ale nie mają z kim zostawić dzieci.
Zdesperowany Bob sugeruje zadzwonić po swojego brata Bucka, pomimo sprzeciwu Cindy, która uważa go za nieudacznika. Buck jest bowiem bezrobotny i zarabia na życie obstawiając wyścigi konne. Ma też dziewczynę Chanice, która prowadzi warsztat samochodowy.
Buck z chęcią zgadza się zająć dziećmi. Szybko zaprzyjaźnia się też z Milesem i Maizy, ale Tia jest wobec niego nieufna i opryskliwa. Kiedy poznaje jej chłopaka Buga, ostrzega ją przed nim i często udaremnia ich wspólne plany.
Kiedy w końcu grozi Bugowi siekierą, Tia nie wytrzymuje i przekonuje jego dziewczynę Chanice, że Buck zdradza ją razem z ich sąsiadką. Następnie wymyka się z domu i udaje na przyjęcie. Buck rusza, by ją odnaleźć, ale znajduje tylko jej chłopaka, w dodatku z inną dziewczyną. Związuje go i wrzuca do bagażnika, a kiedy odnajduje Tię zmusza go, by ją przeprosił. To sprawia, że dziewczyna zmienia swoje nastawienie do Bucka, a po powrocie do domu rodziców, godzi się również z Cindy.

## Produkcja
Wujaszek Buck to pierwszy film, którego scenarzystą, reżyserem oraz producentem był jednocześnie John Hughes. Zdjęcia rozpoczęły się 4 stycznia 1989 roku w Chicago. Wytwórnia Universal Studios postanowiła zrealizować je możliwie jak najbliżej siebie. W tym celu w szkole New Trier High School w Northfield zaadaptowano trzy puste sale gimnastyczne, w których przygotowano scenografię wnętrza dwupoziomowego domu Russellów, sypialni Bucka, korytarza w szkole podstawowej, toalety chłopców, biura dyrektorki, klasy oraz kilka pomniejszych lokacji. Przygotowano w niej także m.in. pomieszczenia dla ekipy filmowej, garderobę, biura, czy klasy dla młodych aktorów. Scenograf John Corso projekty dekoracji zaczął opracowywać w październiku 1988 roku, po czym w ciągu siedmiu tygodni ekipa 12 stolarzy i 5 malarzy rozpoczęła pracę nad dwupoziomowym domem Russellów. Do nakręcenia zewnętrznych ujęć posłużył kolonialny dom w Evanston. Ponadto plenerowe zdjęcia kręcono w Chicago, Cicero, Skokie, Northbrook, Wilmette, Winnetka, Glencoe i Riverwoods.